# Don Newman
Donald David Newman, detto Don (New Orleans, 22 novembre 1957 – New Orleans, 11 settembre 2018), è stato un cestista e allenatore di pallacanestro statunitense.

## Carriera
Venne selezionato dagli Indiana Pacers al quarto giro del Draft NBA 1979 (74ª scelta assoluta) e dai Boston Celtics al terzo giro del Draft NBA 1980 (69ª scelta assoluta).